# Thomas Harrington Coach Builders
Thomas Harrington Coach Builders Ltd. war ein britischer Karosseriehersteller aus Hove, Sussex, der 1897 gegründet wurde und bis 1966 existierte. Das Unternehmen produzierte zahlreiche Aufbauten für Omnibusse und Personenkraftwagen. Besondere Bekanntheit erreichte es durch den Umbau von Sunbeam-Alpine-Roadstern in Fließheck-Coupés.

## Unternehmensgeschichte

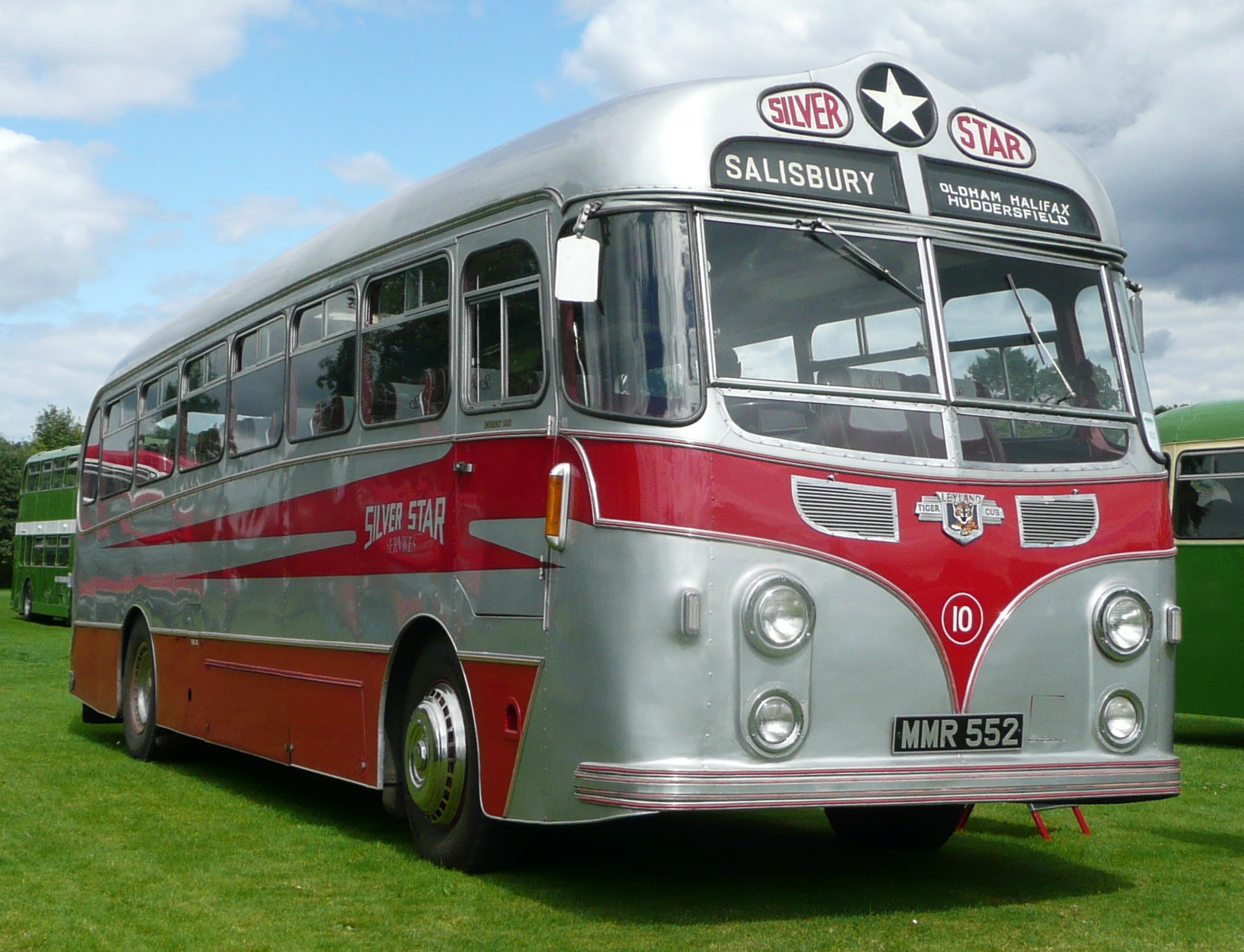
Der Silver Star 10, ein Leyland Tiger Cub aus dem Jahre 1955 mit einem Aufbau von Harrington

Das Unternehmen wurde 1897 von Thomas Harrington in Brighton gegründet. Zwischen den Weltkriegen stellte Harrington in erster Linie Aufbauten für Nutzfahrzeuge von Commer und Bedford her; daneben entstanden aber auch einige aufwändige Pkw-Karosserien für Chassis von Lagonda, Rolls-Royce oder Talbot. Diese Aufbauten waren nicht zuletzt wegen ihrer hohen Fertigungsqualität gefragt. Harrington konnte als kleines Unternehmen aber nicht alle Anfragen bedienen, sodass sich zahlreiche Interessenten an Konkurrenzbetriebe wandten. Während des Zweiten Weltkriegs spezialisierte sich Harrington auf die Herstellung gepanzerter Aufbauten und arbeitete für die Luftfahrtindustrie.
In den 1950er Jahren lag der Schwerpunkt des Unternehmens bei den Aufbauten von Omnibussen. Die Produktion von Karosserien für Personenwagen ließ dagegen deutlich nach. Zum Ende des Jahrzehnts versuchte Harrington, diesen Bereich zu stärken, indem sich das Unternehmen einem niedrigeren Preissegment zuwandte. Harrington wandelte nun – parallel zur Produktion von Bussen – Sunbeam-Alpine-Roadster in attraktive Coupés um, die unter eigenem Namen über ausgewählte Händler der Rootes-Gruppe verkauft wurden. Das Projekt entstand nicht zuletzt deshalb, weil Harrington Coachworks neben dem eigentlichen Karosseriebetrieb seit Langem auch als Händler für die Rootes-Gruppe tätig war und die Familie Harrington freundschaftliche Beziehungen zur Familie Rootes unterhielt. Die Harrington-Coupés wurden nicht mehr in Einzelarbeit, sondern (zumeist) in serienmäßigen Produktionsprozessen hergestellt und erreichten insgesamt hohe dreistellige Stückzahlen. Sie wurden – mit einigem Abstand – zu den erfolgreichsten Produkten Harringtons.
Harrington Coach Builders war bis in die 1950er Jahre ein Familienbetrieb. Als das Unternehmen die Produktion der Alpine-Abwandlungen aufnahm, änderten sich die Besitzverhältnisse. Ab 1961 gewann die Rootes-Gruppe Einfluss auf das kleine Unternehmen, indem die Robins & Day Group, ein landesweit tätiger Händler für Rootes-Automobile, der heute Großbritanniens größter Peugeot-Anbieter ist, die Mehrheit übernahm. Robins & Day gehörte einigen Mitgliedern der Rootes-Familie, diese begannen ab 1962, ihren Einfluss auszuüben und das leitende Personal bei Harrington zugunsten von Robins-&-Day-Mitarbeitern auszuwechseln. Die Produktion wurde bald deutlich zurückgefahren und schließlich eingestellt; die letzten Alpine-Umbauten wurden von Robins-&-Day-Mechanikern durchgeführt.
Im Frühjahr 1966 erschien das letzte Fahrzeug mit einer Harrington-Karosserie. Es war ein Bus vom Typ AEC Reliance. Eine Serienproduktion kam nicht mehr zustande. 1966 wurde Harrington Coachworks geschlossen. Das Personal wurde freigesetzt, die Werkshallen wurden verkauft.

## Frühe Harrington-Karosserien für Personenkraftwagen
Thomas Harrington Coach Builders kleidete bereits zwischen den Weltkriegen eine Reihe teurer Fahrzeuge mit aufwändigen Sonderkarosserien ein. Die Kreationen blieben zumeist Einzelstücke. Hierzu gehören Karosserien für
- Austro-Daimler ADM 19/100 Tourer (1927)
- Bentley 3 Litre Tourer (1927)
- Bugatti Type 44 (1930)
- Rolls-Royce Silver Ghost (1920)

## Die Sunbeam Alpine-Konversionen
Bei den Harrington Alpines handelte es sich um Abwandlungen des seit 1959 produzierten Sunbeam-Alpine-Roadsters. Die Fahrzeuge erhielten ein bei Harrington entwickeltes und produziertes Dach aus Kunststoff, das auch die hintere Sitzreihe sowie den Kofferraum überspannte und aus dem Wagen ein Fließheck-Coupé machte. Im Profil erinnerte die Dachlinie entfernt an den AC Greyhound, der seinerseits Anleihen beim Aston Martin DB 2/4 nahm. Das Design wurde bei Harrington von Ron Humphries erarbeitet. Die Entwicklung fand im Wesentlichen im Laufe des Jahres 1960 statt. Der erste Prototyp entstand im Oktober 1960 auf der Basis eines 1959 hergestellten Alpine Series I, später im Jahr wurden noch (mindestens) zwei weitere Versuchsfahrzeuge hergestellt. Neben den Karosserieumbauten wurde anfänglich auch ein Motortuning angeboten, das je nach Kundenwunsch unterschiedlich stark ausfiel.
Insgesamt entstanden vier Serien, die sich vor allem durch unterschiedliche Gestaltung der hinteren Kotflügel, der seitlichen Fenster und der Kofferraumklappen unterschieden. Die ersten beiden Serien waren die mit Abstand erfolgreichsten; die späteren Serien erreichten nur noch sehr geringe Produktionszahlen.

### Der Harrington Alpine (Series A)

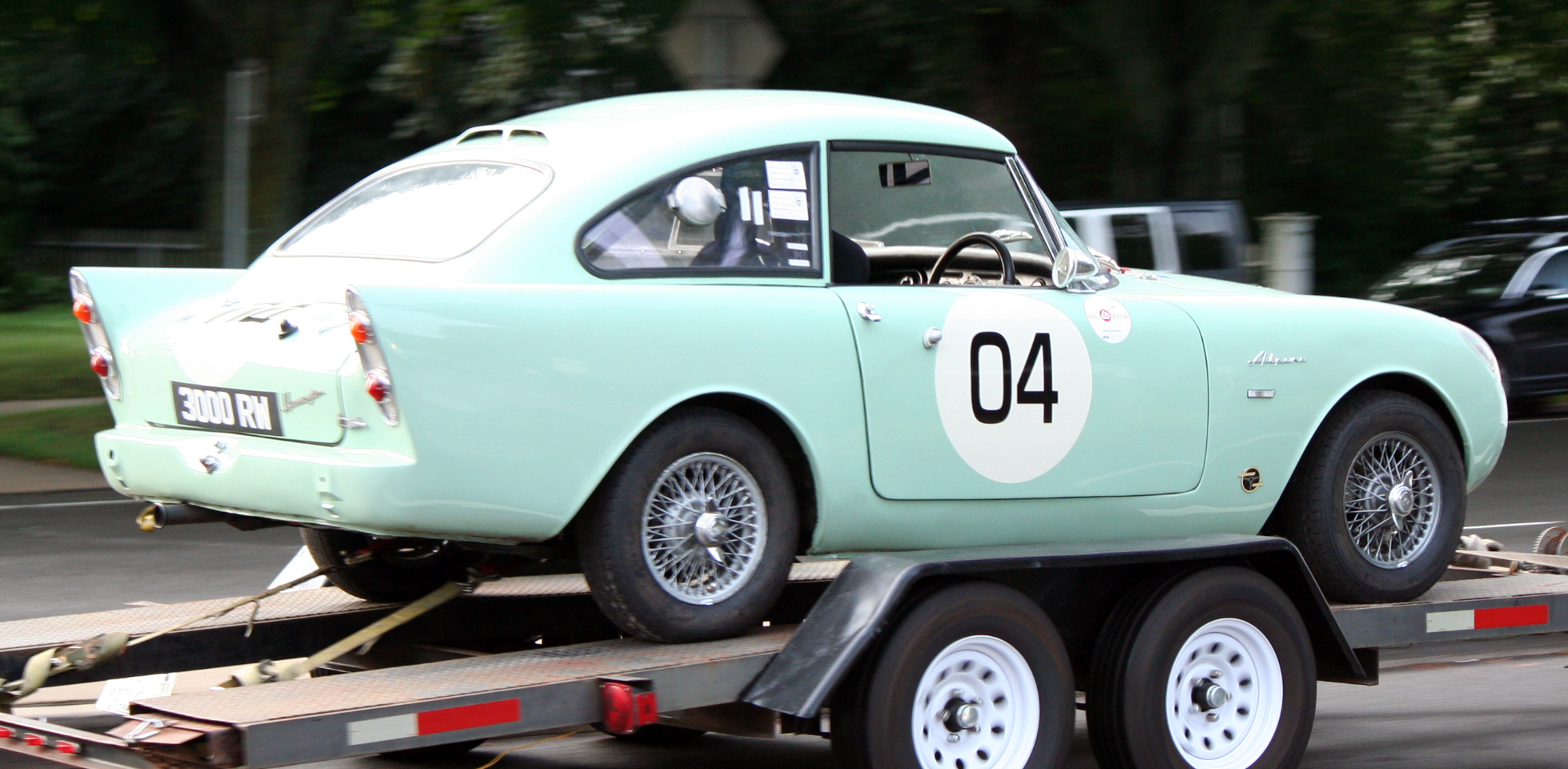
Harrington Alpine Series A (1961)

Das erste Modell trug die Bezeichnung Harrington Alpine (nachträglich auch Series A genannt). Es basierte auf dem Sunbeam Alpine Series II. Die markanten hinteren Kotflügel des Alpine samt ihren scharfen Flossen blieben unverändert. Das Heckfenster war fest installiert; darunter gab es einen kleinen Kofferraumdeckel, der an außenliegenden verchromten Scharnieren befestigt war.
Im Innenraum konnten ebenfalls diverse Modifikationen vorgenommen werden. Hier war auf Kundenwunsch vieles möglich. Harrington bot zudem Motoren in drei verschiedenen Bearbeitungsstufen an, mit denen die Leistung von 86 SAE-PS (63 kW) auf 89, 93 oder 100 SAE-PS (65, 68 oder 74 kW) angehoben werden konnte; bei der stärksten Variante wurden zugleich die Radaufhängungen und die Kraftübertragung verbessert. Das Motortuning wurde von dem Unternehmen Hartwell Engines besorgt.
Beim 24-Stunden-Rennen von Le Mans 1961 trat Sunbeam-Talbot als Werksteam mit zwei Fahrzeugen an. Ein Harrington Alpine errang im Kreis zahlreicher leistungsstärkerer Sportwagen den 16. Gesamtrang und gewann die Spezialwertung „Index of thermal efficiency“.
Der Harrington Alpine wurde in 110 Exemplaren produziert. Die Wagen sind im Grunde Unikate, da hier vieles auf die individuellen Kundenwünsche abgestimmt wurde.

### Der Sunbeam Harrington Le Mans
Der im Oktober 1961 vorgestellte Sunbeam Harrington Le Mans (kein „Alpine“ im Namen!) wies eine deutlich geänderte Heckpartie auf. Die markanten Heckflügel des Alpine waren entfallen. Stattdessen gab es eine geschwungene, sich abwärts bewegende Seitenlinie, die mit einer breiten Zierleiste aus Chrom zusätzlich akzentuiert war. Das hintere Seitenfenster war etwas knapper geschnitten als beim Vorgängermodell. Besonderes Merkmal des Le Mans war die große Heckklappe, die zusammen mit dem rückwärtigen Fenster nach oben schwang. Die runden Heckleuchten waren über der Stoßstange montiert und kamen vom Zubehörlieferanten Lucas Industries.
Die Namensgebung war dem erfolgreichen Abschneiden in Le Mans im Frühsommer 1961 geschuldet. Um den sportlichen Charakter zu unterstreichen, erhielt dieses Modell standardmäßig einen auf 105 SAE-PS (77 kW) leistungsgesteigerten Motor. Besonderheiten waren eine feingewuchtete Kurbelwelle, Verbesserungen beim Ansaugkrümmer, der Auspuffanlage, der Nockenwelle und den Ventilfedern sowie eine auf 9,5 : 1 erhöhte Verdichtung. Im Innenraum gab es serienmäßig ein Armaturenbrett mit Nussbaumfurnier und zusätzliche Komfortausstattung.
Die Produktion des Le Mans war deutlich standardisierter als die des ersten Alpine. Hier gab es kaum Sonderwünsche; die Wagen wurden in dreistelligen Stückzahlen am Fließband produziert. Der Harrington Le Mans war in erster Linie für den amerikanischen Markt konzipiert. Die Rootes-Gruppe exportierte etwa die Hälfte der Produktion in die USA und ließ die Wagen dort von den eigenen Händlern vertreiben. Die Le Mans-Modelle verkauften sich dort ausgezeichnet.

### Der Harrington Alpine Series C
Ein Jahr nach dem Le Mans wurde die dritte Variante der Harrington-Coupés vorgestellt. Das Harrington Alpine Series C genannte Modell verband einige Merkmale des Series A mit denen des Le Mans. Der Series C trug die Heckklappe und die verkürzten hinteren Seitenfenster des Le Mans, allerdings waren – wie bei der Series A – die markanten Heckflügel des Alpine beibehalten worden. Zusätzlich erhielten die Coupés einen auffälligen hutzenartigen Luftaustritt über dem Heckfenster. Die Fahrzeuge basierten nach wie vor auf dem Alpine Series II. Da die Produktion des Basisautomobils bereits im Dezember 1962 auslief, konnten nur wenige Fahrzeuge zu Harrington-Coupés der Serie C umgewandelt werden. Die Produktion wird mit etwa zwanzig Exemplaren angegeben.

### Der Harrington Alpine Series D
Die letzte Variante des Harrington-Coupés erhielt die Bezeichnung Harrington Alpine Series D. Die Wagen basierten auf den Sunbeam Alpine Series III und Series IV.
Die Einführung des Harrington Series D war nötig geworden, da der Sunbeam Alpine ab Januar 1963 in einer dritten Serie hergestellt wurde. Neben manchem anderen unterschied sich der Alpine Series III in der Gestaltung der Frontscheibe von seinem Vorgänger. Harrington musste seine Dachkonstruktion diesen veränderten Gegebenheiten anpassen. Abgesehen davon entsprach die Gestaltung der Dachpartie im Großen und Ganzen der Series C. Soweit die Fahrzeuge der Series D auf den Alpine Series III basierten, wurden die Umbauten nach wie vor in Harringtons eigenen Werkshallen und von eigenem Personal durchgeführt.
Nach Einführung des Alpine Series IV, die sich vor allem durch den Wegfall der Heckflossen auszeichnete, wurden einige wenige Coupé-Konversionen auf der Grundlage dieses neuesten Modells hergestellt. Sie hießen weiterhin Harrington Alpine Series D, trugen aber die geglätteten Kotflügel des Alpine Series IV. Die auf dem Series IV basierenden Umbauten wurden nicht mehr bei Harrington Coach Builders durchgeführt, sondern von Mechanikern des Mutterunternehmens Robins & Day. Mit ihnen endete die Produktion der Harrington-Coupés.
Die Serie D-Modelle wurden nur noch mit den werksseitigen Motoren angeboten; die von Hartwell Engines entwickelten Tuningstufen entfielen.
Die Produktion der Series D-Modelle fiel in eine Zeit, in der Robins & Day – und mit ihm die Rootes-Gruppe – das Interesse an den Harrington-Modellen verloren hatte. Es gab nur wenig werksseitige Unterstützung für das Projekt. Nicht zuletzt deshalb entstanden nur sehr wenige Fahrzeuge von diesem Typ; der Harrington Alpine Owners Club geht davon aus, dass in 16 Monaten nicht mehr als zwölf Fahrzeuge vom Typ D hergestellt wurden.

### Harrington Sunbeam Tiger?
In der britischen Fachliteratur wird gelegentlich auf einige Sunbeam Tiger hingewiesen, die mit einem Coupé-Aufbau im Stile der Harrington-Modelle versehen worden sein sollen. Werksseitige Unterlagen zu solchen Fahrzeugen gibt es hierzu nicht; sämtliche Dokumente des Unternehmens wurden nach dessen Schließung vernichtet. Die britische Motorsport-Literatur geht überwiegend davon aus, dass es sich – falls es solche Fahrzeuge tatsächlich gibt – bei ihnen um nachträgliche Umbauten im Kundenauftrag handelt, die von dritten Unternehmen durchgeführt wurden. Dabei könnten originale Dachteile früherer Harrington-Coupés verwendet worden sein; möglicherweise wurden auch bestehende Harrington-Coupés mit Tiger-Technik ausgerüstet.

### Die Produktionsdaten
| Modell                       | Bauzeit                     | Basisfahrzeug             | Produktionsstätte         | Stückzahl   |
| ---------------------------- | --------------------------- | ------------------------- | ------------------------- | ----------- |
| Harrington Alpine (Series A) | März 1961 – September 1962  | Sunbeam Alpine Series II  | Harrington Coach Builders | 110         |
| Sunbeam Harrington Le Mans   | Oktober 1961 – Februar 1963 | Sunbeam Alpine Series II  | Harrington Coach Builders | 250         |
| Harrington Alpine Series C   | Oktober 1962 – Februar 1963 | Sunbeam Alpine Series II  | Harrington Coach Builders | 20          |
| Harrington Alpine Series D   | Juli 1963 – Januar 1964     | Sunbeam Alpine Series III | Harrington Coach Builders | zusammen 12 |
| Harrington Alpine Series D   | Januar 1964 – Oktober 1964  | Sunbeam Alpine Series IV  | Robins & Day              | zusammen 12 |

## Weitere Sonderkarosserien von Harrington
Neben den Alpine-Konversionen nahm Harrington in den 1950er und 1960er Jahren einige weitere Karosserieumbauten bekannter britischer Personenwagen vor. Am weitesten verbreitet war das Dové GTR4 und GTR4A-Coupé, ein Fließheck-Coupé im Stil des Harrington Alpine, das auf dem Triumph TR4 bzw. TR4A basierte. Das Projekt war von dem Londoner Triumph-Händler Dové in Auftrag gegeben worden. Im Laufe des Jahres 1963 entstanden etwa 50 Exemplare dieses Fahrzeugs.

## Harrington-Omnibusse und Nutzfahrzeuge
Von 1951 bis 1957 bot Herrington auch Omnibusse aus eigener Produktion an. Das einzige Modell war der Harrington Contender, der in Zusammenarbeit mit British Aluminium entwickelt wurde. Seine Leichtmetallkonstruktion war selbsttragend mit Unterflurmotor ausgeführt. Die meisten frühen Fahrzeuge erhielten einen Antriebsstrang des Frontlenkers Commer Avenger mit 4,75 Liter-Sechszylindermotoren. Für BOAC legte Harrington eine kleine Serie von 12 Exemplaren auf, die mit dem Achtzylinder-Reihenmotor von Rolls-Royce und Automatikgetriebe ausgestattet waren. Diese Busse wurden zwischen 1953 und 1958 abgerufen. 1954 erschien eine weitere Version mit dem kompakten Dreizylindermotor des Commer TS3, einem Zweitakt-Boxermotor mit 3260 cm³ Hubraum. Dies wurde die meistgebaute Version. Eine kleine Serie von elf Contender wurde 1955 als Service-Fahrzeuge für die  Maidstone and District Motor Services aufgelegt.
Harrington baute 1954 auf Bestellung von BOAC auch eine namentlich nicht bekannte, kleinere Ausführung als Kleinbus für 12 Personen. Auch sie war selbsttragend aufgebaut, die Antriebstechnik stammte von British Ford, also wohl vom Ford Trader. Die Fluggesellschaft benutzte diese Fahrzeuge um Besatzungen zu ihren Flugzeugen zu bringen. Harrington entwickelte auch Varianten als 19-sitzigen Bus, als Krankentransportwagen und als Lieferwagen, die jedoch wenig Nachfrage erfuhren.
Der Bau dieser Fahrzeuge war für Harrington stets ein Nebenzweig.